# Sulaymaniyya
Sulaymaniyya (alternativt as-Sulaymaniyah; historiskt: Şarezûr, kurdiska: سلێمانی, Silêmanî; arabiska: السليمانية, as-Sulaymānīya) är en stad i den autonoma regionen irakiska Kurdistan i nordöstra Irak och administrativ huvudort för provinsen Sulaymaniyya. Staden är belägen ungefär 880 meter över havet och är den näst största staden i regionen, efter Erbil. Det finns inga officiella uppgifter från senare tid över stadens befolkningsantal, men det distrikt som administreras av staden hade en uppskattad folkmängd på cirka 1 miljon invånare 2016.
Sulaymaniyya är ett viktigt ekonomiskt centrum i regionen och de soranitalande kurdernas kulturella huvudstad. Den grundades 14 november år 1784 av den kurdiske prinsen av Baban, Ibrahim Pasha Baban, som namngav staden efter sin far Sulaiman Pasha. Sulaymaniyya är huvudfästet för det politiska partiet PUK. 2011, under den arabiska våren, utbröt protester i Sulaymaniyya mot PUK och mot det andra kurdiska partiet KDP och dess ledare Massoud Barzani.

## Universitetsstad
Sulaymaniyya är framför allt känt i Irak för sitt universitet.

## Demografi
År 1820, endast 26 år efter stadens grundande, uppskattade en brittisk besökare att befolkningen översteg 10 000. Dessa utgjordes av 2 144 familjer, varav 2 000 var muslimer, 130 judar och 14 kristna. Ottomanska dokument från 1907 berättar att 8 702 muslimer och 360 icke-muslimer bodde i staden vid den här tiden. Tidningen Peshkawtin som gavs ut i Sulaymaniyya 1920 beräknade invånarantalet till tiotusen. Enligt irakiska regeringsdokument hade invånarantalet 1947 stigit till 23 475 och 1998 till 548 747.
Den assyriska populationen i staden är liten, men det finns flera assyriska kyrkor i staden.

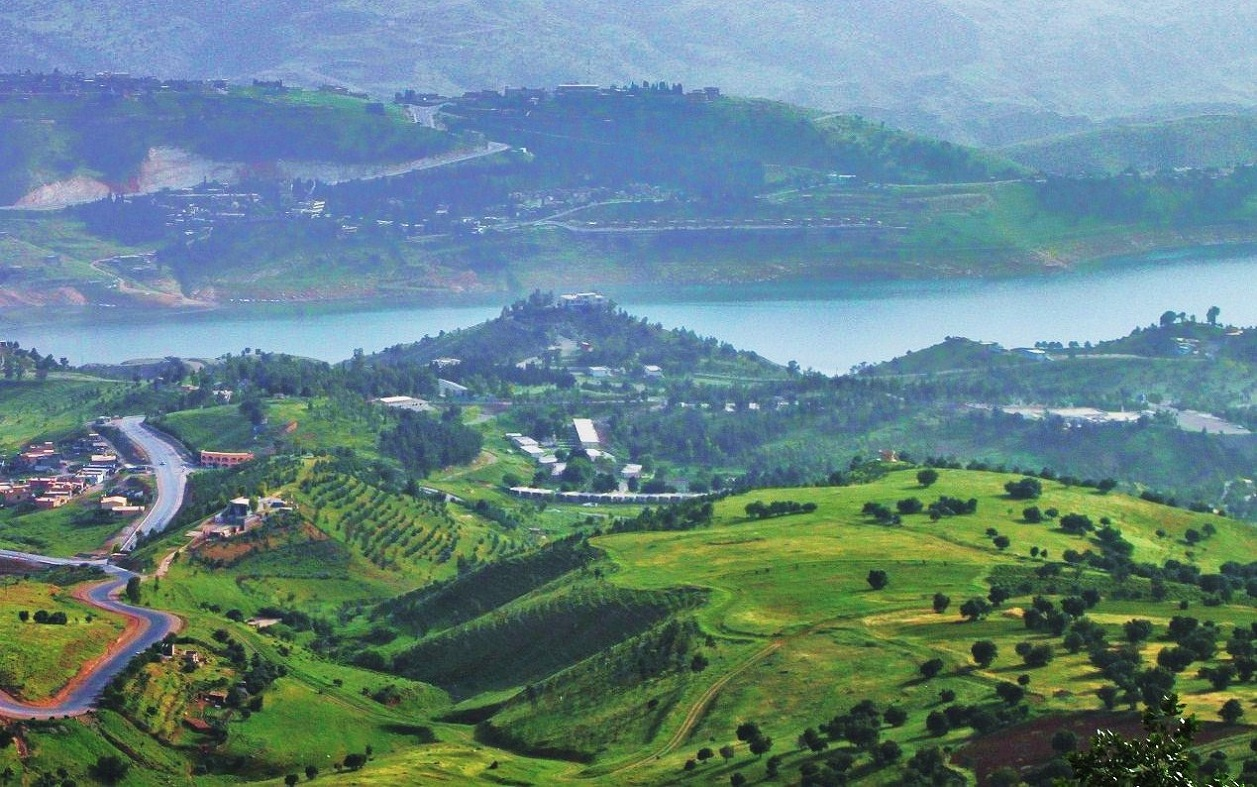
Sjön Dukan.

## Turism

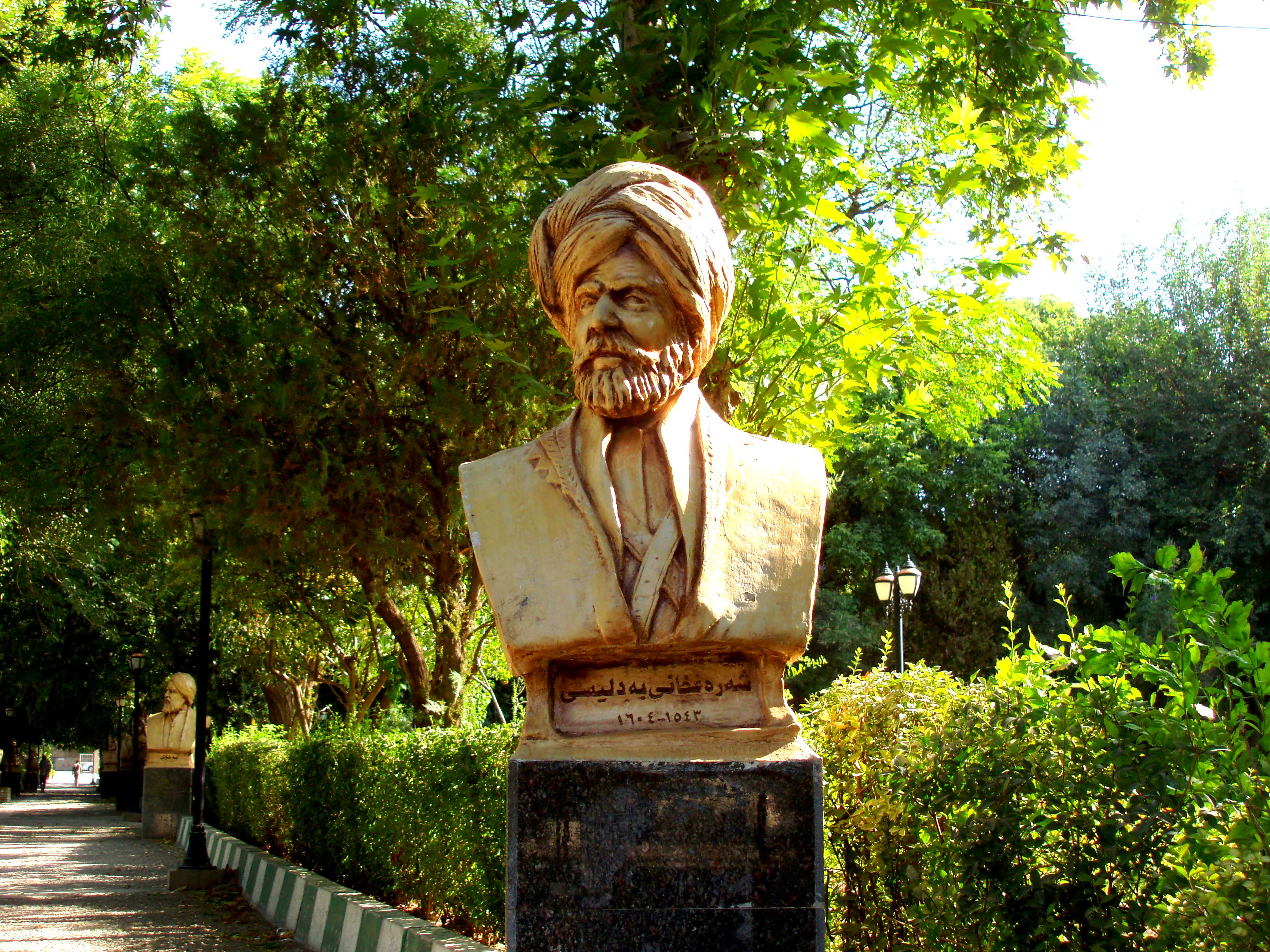
Staty av Sharaf Khan Bidlisi vid Slemanis folkpark

Staden besöktes 2009 av över 60 000 turister och hade mer än 15 000 iranska turister under första kvartalet 2010. Många tar sig till staden på grund av de friare lagarna som råder där. En kulmen för iranska turister är det kurdiska nyåret Newroz, då staden varje år lockar många turister som firar högtiden i regionen.
- Slemani Museum: Iraks näst största museum efter Iraks nationalmuseum i Bagdad, rymmer många kurdiska och fornpersiska föremål från cirka 1792–1750 f.Kr.[11]
- Amna Suraka-museet (kurdiska: "Röda intelligensmuseet"): I de före detta lokalerna för ba'athismens huvudkvarter och fängelse, uppmärksammar museet särskilt baathpartiregimens brutala behandling av den kurdiska lokalbefolkningen. Besökare guidas genom fängelseceller och förhörsrum. Museet innehar många stridsfordon från sovjettiden.

## Infrastruktur
Staden är starkt beroende av vägtransport. Den 20 juli 2005 öppnade Sulaymaniyyas internationella flygplats, med reguljärflyg till flera europeiska destinationer som Frankfurt, Stockholm, Malmö, München, Eindhoven och Düsseldorf liksom städer i Mellanöstern som Dubai, Amman, Doha, Beirut, Damaskus, Istanbul och Ankara.

## Personer från Sulaymaniyya

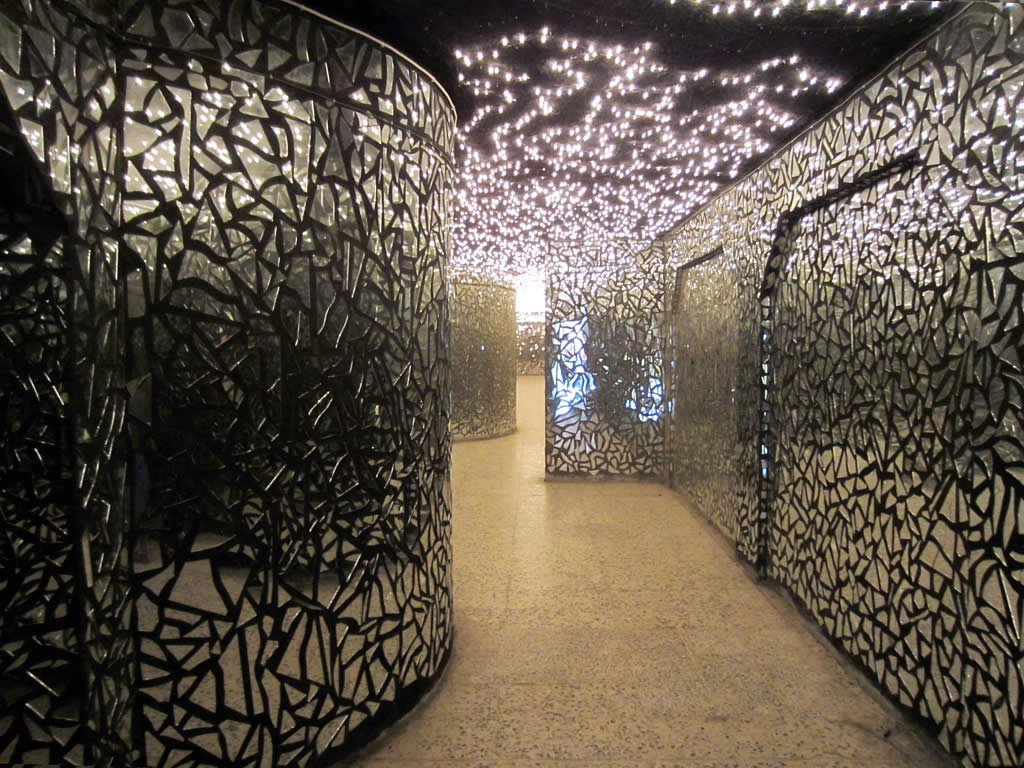
Offer för en av Saddam Husseins kampanjer representeras av krossat glas och små lampor på Amna Surakamuseet (kurdiska: "Röda intelligensmuseet") i Sulaymaniyya.

- Hadhrat Mawlânâ Khâlid-i Baghdâdî (1779–1827), sufist och islamisk tänkare
- Salim (1800–1866), poet.
- Nalî (1800–1873), poet.
- Mahwi (1830–1906), poet.
- Said Pasha Kurd, (1834-1907), ottomansk statsman.
- Mustafa Zihni Pasha (1838–1911).
- Mohammed Serif Pasha, (1865-1951), ottomansk diplomat, ambassadör och statsman.
- Mustafa Yamulki (1866-1936), utbildningsminister i Kungadömet Kurdistan.
- Haji Mala Saeed Kirkukli Zada (1866–1937), justitieminister i Kungadömet Kurdistan.
- Piramerd (1867–1950), poet och journalist.
- Mahmud Barzanji (1878–1956), kung av Kurdistan (1922–1924)
- Muhamed Amin Zaki (1880–1948), historiker och politiker.
- Hapsa Xan (1881-1953), startade upplysningsrörelsen för kurdiska kvinnor.
- Habsa Xana Negiv (1891–1953), kurdisk feminist, kvinnorättskämpe och nationalist.
- Taufiq Wahby (1891–1984), lingvist, politiker och poet.
- Sheikh Nuri Sheikh Salih Sheikh Ghani Barzinji (1896–1958), journalist och poet.
- Ahmad Mukhtar Baban (1900–1976), Iraks premiärminister 1958.
- Abdullah Goran (1904–1962), grundaren av modern kurdisk poesi.
- Ibrahim Ahmad (1914–2000), författare, poet och översättare.
- Ahmad Hardi (1922—2006), poet.
- Muhamad Salih Dilan (1927–1990), musiker och poet.
- Shawkat Rashid (1930-1991), låtskrivare, artist och sångare. Deltog i grundandet av den allra första musikbandet; Maolawi (تیپی مۆسیقای مەولەوی).  Han var sin tids musikrenässans. Tillsammans med andra kurdiska musiker, ägnade han sitt produktiva liv för att förnya och samtidigt bevara unikheten i modern kurdisk musik.
- Shahab Sheikh Nuri (1932–1976), aktivist i den kurdiska frihetsrörelsen i Irak.
- Jamal Nebez (född 1933), lingvist.
- Mahmoud Othman (född 1938), politiker.
- Jalal Dabagh (född 1939), politiker och författare.
- Sherko Bekas (1940–2013), poet.
- Nawshirwan Mustafa (född 1944), politiker och medieägare.[12]
- Bahram Resul (född 1945), apotekare och uppfinnare.
- Dilshad Meriwani, (1947–1989), skådespelare, poet, författare, låtskrivare, regissör, historiker, aktivist och journalist.
- Rizgar Mohammed Amin (född 1958), domare.
- Rizgar Nabi Jiawook (född 1947), Vice Minister Higher Education.
- Bachtyar Ali (född 1960), författare.
- Barham Salih (född 1960), politiker, Iraks president.
- Mariwan Kanie (född 1966).
- Sara Mohammad (född 1967), svensk-kurdisk människorättsaktivist och apotekstekniker.
- Xalîd Reşîd (född 1968), musiker.
- Khabat Aref (född 1957), poet.
- Lilla Namo (född 1988), svensk-kurdisk artist.
- Schwan Kamal (född 1967), tysk-kurdisk artist och skulptör.

## Större företag från staden
- Asia cell

## Sevärdheter
Kung Kyaxares grav.

## Vänorter
- Tucson.[13]
- Neapel, Italien[14]
- Charkiv, Ukraina.
- Rom.
- Bukarest, Rumänien.